# (500303) 2012 QR34
(500303) 2012 QR34 es un asteroide perteneciente al cinturón de asteroides, descubierto el 16 de enero de 2009 por el equipo del Spacewatch desde el Observatorio Nacional de Kitt Peak, Arizona, Estados Unidos.

## Designación y nombre
Designado provisionalmente como 2012 QR34.

## Características orbitales
2012 QR34 está situado a una distancia media del Sol de 3,082 ua, pudiendo alejarse hasta 3,386 ua y acercarse hasta 2,778 ua. Su excentricidad es 0,098 y la inclinación orbital 9,113 grados. Emplea 1976,60 días en completar una órbita alrededor del Sol.

## Características físicas
La magnitud absoluta de 2012 QR34 es 16,8.